# Ernest van Heurn
Lodewijk Willem Ernest van Heurn (Haarlem, 30 mei 1961) is een Nederlands kinderchirurg en gewoon hoogleraar kinderchirurgie aan de Universiteit van Amsterdam.

## Biografie
Van Heurn is een telg uit het adellijke geslacht Van Heurn en een zoon van bioloog en docent jhr. Hans van Heurn (1933-2000) en Suzanna Elizabeth Françoise van Linden van den Heuvell. Hij studeerde geneeskunde aan de Rijksuniversiteit Leiden en ging daarna werken bij het medisch centrum van de Universiteit Maastricht. Aan die laatste universiteit doctoreerde hij in 2009 op Percutaneous dilatational tracheotomy. In 2009 werd hij er benoemd tot hoogleraar. Op 29 juni 2015 werd hij benoemd tot gewoon hoogleraar kinderchirurgie aan de Universiteit van Amsterdam. Hij was tevens voorzitter van de Nederlandse Vereniging voor Kinderchirurgie.
Behalve enkele handboeken, publiceerde prof. jhr. dr. L.W.E. van Heurn meer dan 150 wetenschappelijke artikelen op zijn vakgebied.